# Cristina García Torres
Cristina García Torres (Barcelona, 10 de juny de 1984) és una exjugadora de bàsquet i política aragonesa d'origen català.
Aler, començà a pracitcar el bàsquet al col·legi Josep Tous del barri de Sants i posteriorment a La Salle Bonanova. En categoria cadet s'incorporà al centre formatiu Segle XXI, amb el qual competí a la Lliga femenina 2. La temporada 2002-03 fitxà pel Cadí la Seu, fent el seu debut a la Primera Divisió i, posteriorment, jugà a diversos equips de l'elit estatal, Club Bàsquet Puig d'en Valls (2003-04), UB Barça (2004-06), amb el qual es proclamà campiona de Lliga espanyola (2005) i Lliga catalana (2005), Club Bàsquet Femení Sant Adrià (2006-10), aconseguint quatre Lligues catalanes 2 consecutives, i Stadium Casablanca (2010-11). L'estiu de 2011 tornà al Cadí la Seu amb el qual jugà durant dues temporades. Internacional amb la selecció espanyola en categories de formació, es proclamà campiona d'Europa en categoria cadet (1999).
Diplomada en Magisteri d'Educació Física per la Universitat de Barcelona, després de la seva retirada esportiva es dedicà la política. Fou escollida regidora de l'Ajuntament de Saragossa en les eleccions municipals espanyoles de 2015 pel grup de Ciudadanos. En les següents eleccions municipals de 2019, tornà a sortir escollida i ocupà la regidoria d'Esports de l'Ajuntament de Saragossa. Durant el seu mandat, se celebraren esdeveniments esportius com la fase final de la Copa de la Reina de 2023 al Pavelló Príncipe Felipe, amb rècord d'assistència a la final de 10.800 espectadors, i la fase final de la Copa ASOBAL de 2022, entre d'altres. L'agost de 2023 fou escollida Directora General de l'Esport del Govern d'Aragó.